# Onthophagus mediofuscatus
Onthophagus mediofuscatus là một loài bọ cánh cứng trong họ Bọ hung (Scarabaeidae).